# Wereldraad van Arameeërs
De Wereldraad van Arameeërs (Aramees: ܚܘܝܕܐ ܣܘܪܝܝܐ ܬܒܝܠܝܐ, Ḥuyōdō Suryōyō Tibelōyō) ook wel bekend met de Engelstalige afkorting WCA, is een wereldwijde Aramese organisatie die werd opgericht in 1983 in New Jersey. De organisatie is gewijd aan het streven de Aramese cultuur en geschiedenis en het Aramese erfgoed te beschermen, gelijke rechten voor de Arameeërs te verkrijgen en te komen tot internationale erkenning van de Aramese natie.

## Leden van de WCA
In verschillende landen zijn federaties opgericht die aangesloten zijn bij de WCA:
- Aramese federatie Australië
- Aramese federatie België
- Aramese federatie Duitsland
- Aramese federatie Nederland
- Aramese federatie Oostenrijk
- Aramese federatie Syrië
- Aramese federatie Verenigd Koninkrijk
- Aramese federatie Verenigde Staten
- Aramese federatie Zweden
- Aramese federatie Zwitserland